# Pieter Muysken

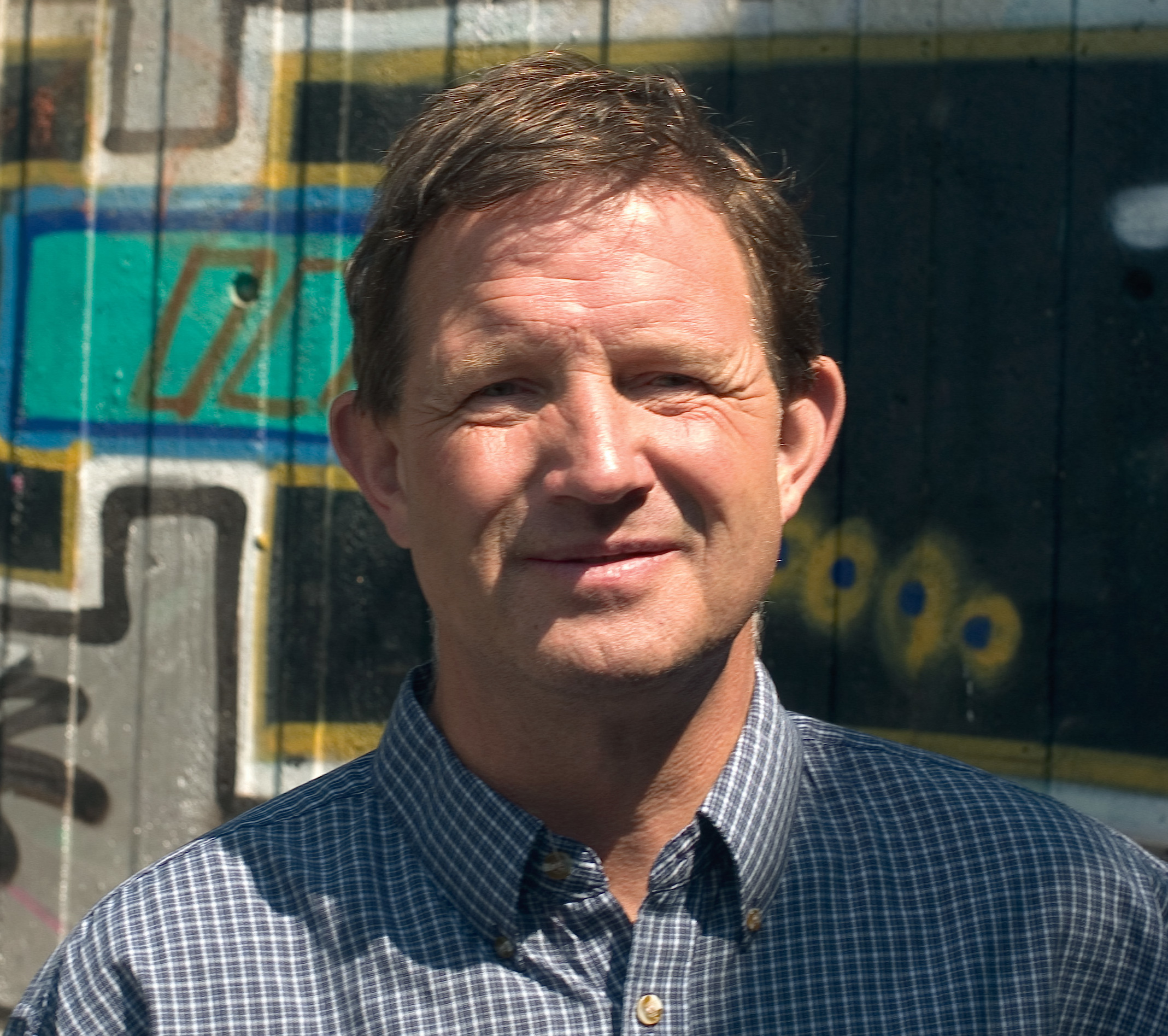
Pieter Muysken (1998)

Pieter Cornelis Muysken (* 11. April 1950 in Oruro, Bolivien; † 6. April 2021) war ein niederländischer Linguist. Er war Professor für Linguistik an der Radboud-Universität Nijmegen.

## Leben
Pieter Muysken lernte bolivianisches Quechua bereits in seiner Kindheit: Sein Vater war Bergbauingenieur in Bolivien, und eine Quechua-Dienstmagd kümmerte sich um ihn. Sein Interesse an dieser Sprache blieb.
Muysken erwarb 1972 seinen Bachelor-Abschluss in Lateinamerikanistik und Spanisch an der Yale University und sein Diplom 1974 an der Universität Amsterdam (Some syntactic aspects of creolization), mit Quechua und Papiamentu als Nebenfächern. 1977 wurde er an der Universität Amsterdam promoviert (Syntactic Developments in the Verb Phrase of Ecuadorian Quechua). Er war ab 1989 Professor für Linguistik und kreolische Studien in Amsterdam und ab 1998 in Leiden, bevor er 2001 als Professor an die Radboud-Universität Nijmegen ging.
Er befasste sich mit der Sprachentwicklung in der Anden-Region (unter anderem Bolivien, Quechua), kreolischen Sprachen in Surinam und der Sprachentwicklung in den Niederlanden selbst, insbesondere der Auswirkung enger sozialer Kontakte auf die Entwicklung zweier Sprachen (wie Papiamentu und Türkisch einerseits und Niederländisch andererseits aufgrund von Migration in den Niederlanden). Muysken war leitender Wissenschaftler im Projekt Languages in Contact der Radboud-Universität.
1998 erhielt er den Spinoza-Preis und 1985 den Prinz-Bernhard-Preis. Er war "Auswärtiges Wissenschaftliches Mitglied" der Max-Planck-Gesellschaft und der Königlich Niederländischen Akademie der Wissenschaften (KNAW). Muysken war Akademie-Professor der KNAW. 2010 wurde er zum Mitglied der Academia Europaea gewählt.
Pieter Muysken starb im Alter von 70 Jahren an den Folgen einer Krebserkrankung.

## Schriften
- Bilingual Speech: A Typology of Code-mixing. Cambridge University Press 2000.
- mit W. F. H. Adelaar: The Languages of the Andes. Cambridge University Press 2004.
- Functional Categories. Cambridge University Press, 2008.
- mit E. I. Crevels: Lenguas de Bolivia I–IV. Plural Editors, La Paz, 2009 bis 2010.
- Contributions of Pidgins and Creoles to Grammatical Theory. In: F. Newmeyer (Hrsg.): Linguistics: the Cambridge Survey II. Cambridge University Press, Cambridge, 1988, S. 285–307.
- Code-switching and grammatical theory. In: L. Milroy, P. Muysken (Hrsg.): One speaker, two languages. Cambridge University Press, 1995, S. 177–198.
- Categories in the syntax and the lexicon: Evidence from language contact research. In: Henri Cohen, Claire Lefebvre (Hrsg.): Handbook of categorization in the cognitive sciences.  Elsevier Science, Amsterdam, 2005, S. 46–71.
- Mixed codes. In: Peter Auer, Li Wei (Hrsg.): Multilingual communication. Mouton de Gruyter, Berlin, 2006, S. 303–328.